# NOIRLab
Національна науково-дослідницька лабораторія оптичної інфрачервоної астрономії (National Optical-Infrared Astronomy Research Laboratory, NOIRLab) — це науково-дослідний центр Національного наукового фонду Сполучених Штатів, що фінансується федеральним бюджетом і займається наземною оптичною та інфрачервоною астрономією.

## Історія
До заснування NOIRLab оптичні та інфрачервоні наземні астрономічні установи, що фінансуються Національного наукового фонду, керувалися Асоціацією університетів для досліджень в астрономії (AURA), але вони були структуровані як окремі організації. До них належала Національна обсерваторія оптичної астрономії, яка керувала обсерваторіями Кітт-Пік, Серро-Тололо та Громадським центром науки та даних. AURA також керувала обсерваторією Джеміні і обсерваторією Віри Рубін, яка тоді будувалася. 1 жовтня 2019 року ці три обсерваторії об’єдналися, утворивши NOIRLab.

## Організація
Асоціація університетів для досліджень в астрономії (AURA) керує NOIRLab та його обладнанням згідно з угодою про співпрацю з Національним науковим фондом.

## Програми
NOIRLab працює з такими програмами:
- Міжамериканська обсерваторія Серро-Тололо
- Громадський центр науки та даних
- Обсерваторія Джеміні
- Національна обсерваторія Кітт-Пік
- Обсерваторія Віри Рубін